# Couleur Maureen
Couleur Maureen est une émission pour la jeunesse présentée par Maureen Dor. Elle est diffusée chaque mercredi après-midi, du 6 septembre 1995 au 3 janvier 1996 sur France 2.

## Histoire
L'émission naît en septembre 1994. Elle a été rebaptisée Couleur Maureen, après le départ de Charly et Lulu.
Elle est toujours diffusée le mercredi après-midi en concurrence frontale avec le Club Dorothée.
Faute de recettes publicitaires, l'émission devait s'arrêter le 10 janvier 1996. Dans les faits, elle s'arrêtera une semaine plus tôt.

## Séries
- Les Twist
- Océane
- Seconde B
- X-Men